# Al-Bireh

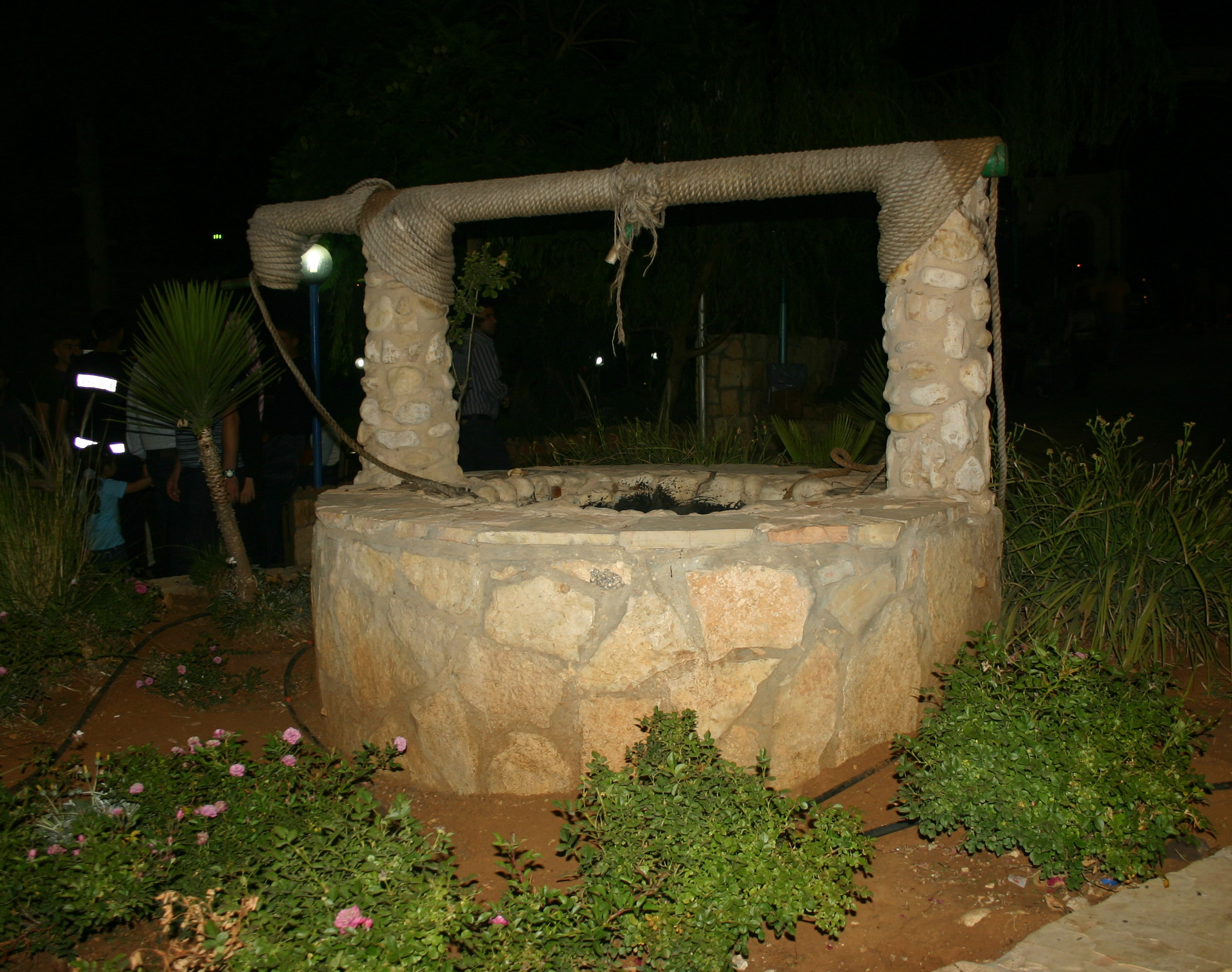
Der Brunnen im Stadtpark hinter dem Rathaus

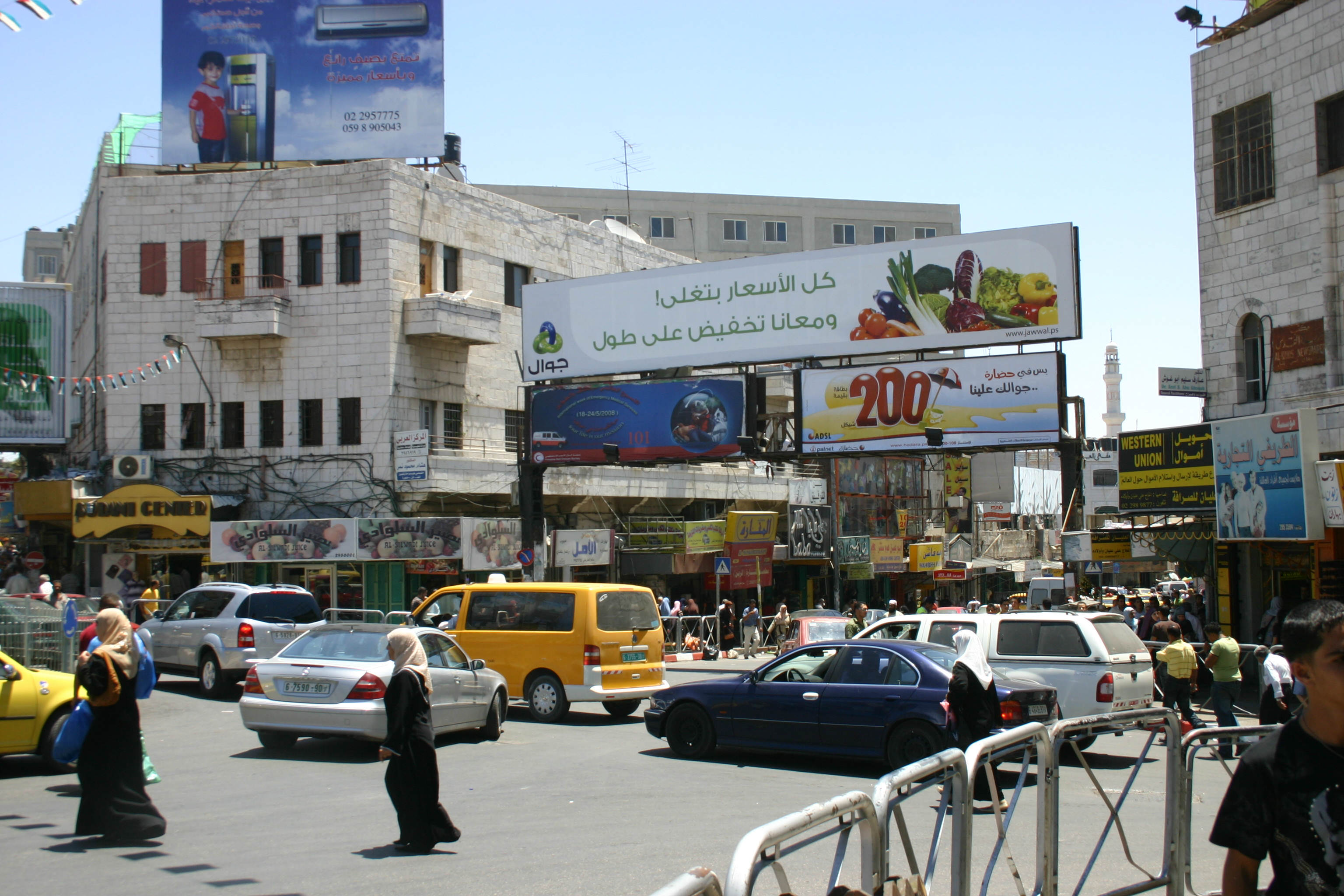
Die Grenze im neuen Stadtzentrum beim Manara Square: rechts Al-Bireh, links Ramallah

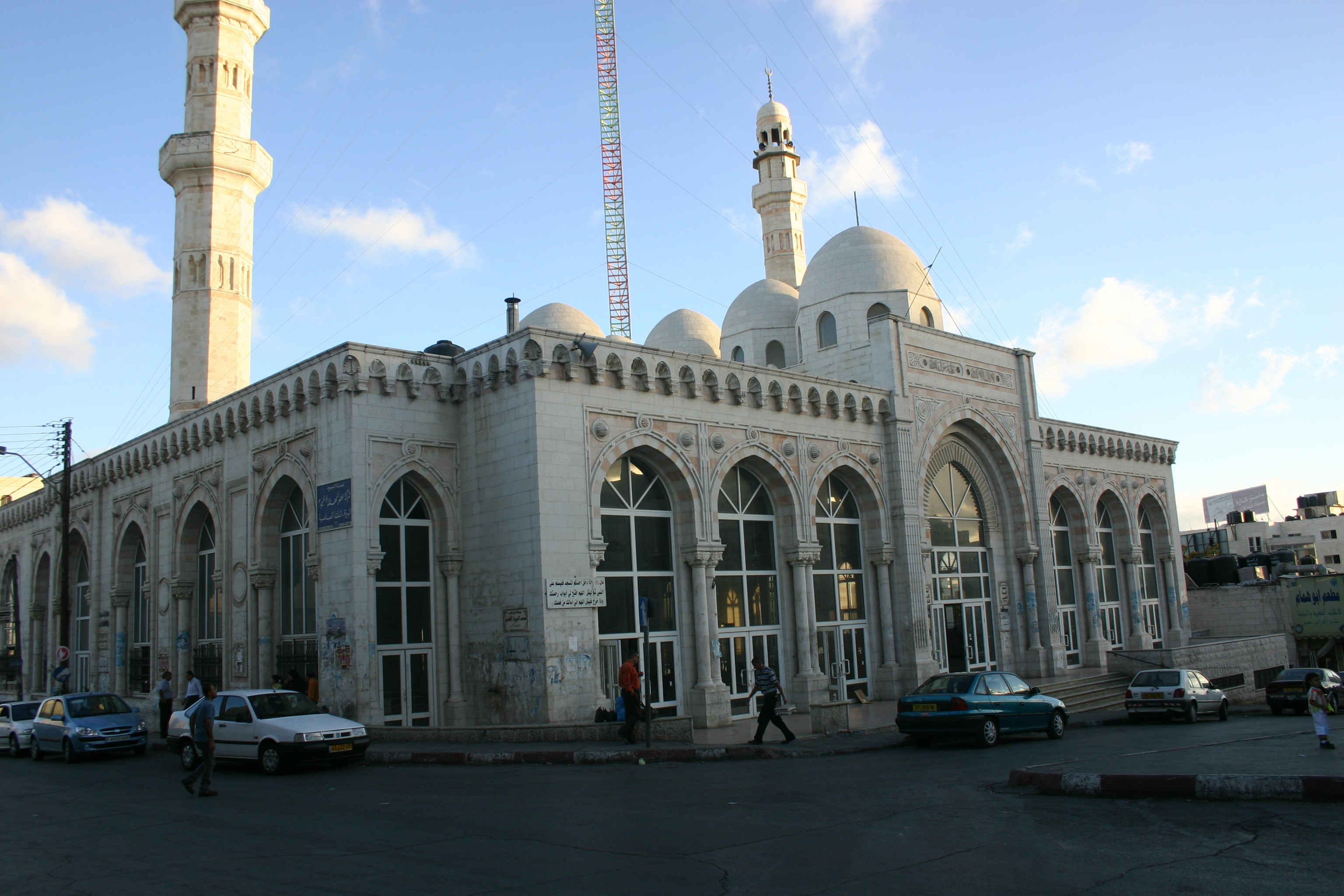
Die Große Moschee beim Gemüsemarkt

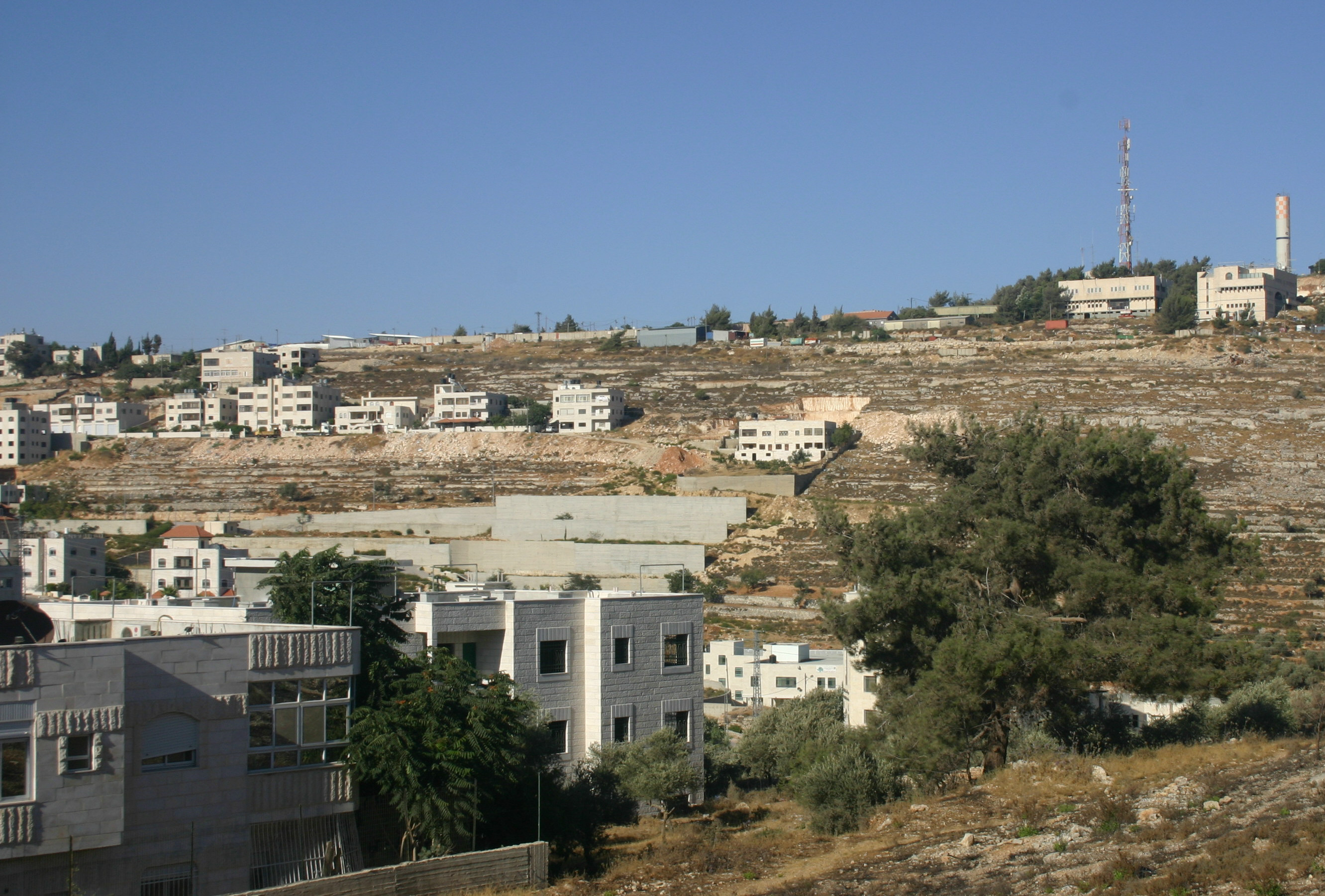
Der neue Friedhof, der damals nicht benützt werden durfte, dahinter die jüdische Siedlung Psagot

Al-Bireh (arabisch البيرة, DMG al-Bīra, palästinensisch-arabisch il-Bīre, auch el-Bira; hebräisch אָל בִּירֶה) ist eine mit Ramallah zusammengewachsene Stadt in den Palästinensischen Autonomiegebieten im Westjordanland. Die Stadt liegt 15 Kilometer nördlich von Jerusalem auf einer Seehöhe von 860 m und ist mit fast 40.000 Einwohnern die größte Stadt im Gouvernement Ramallah und Al-Bireh.
Im Westen grenzt die Stadt an Ramallah, im Norden befindet sich die jüdische Siedlung Beit El. Im Osten liegen auf einem Hügel des Berglands von Benjamin (nördlicher Teil des Judäischen Berglands) die jüdische Siedlung Psagot und im Süden das Flüchtlingslager Amari und der Ort Kalandia, wo es nun den Grenzübergang nach Jerusalem gibt.
Al-Bireh lag einst an der Hauptstraße von Jerusalem nach Nablus (Nationalstraße 60). In der Zweiten Intifada wurde die Nordausfahrt bei Beit El gesperrt und die Straße 60 östlich von Psagot verlegt. Der Grenzübergang Kalandia im Süden wurde für LKWs gesperrt, damit ist der Durchzugsverkehr weg.
Viele Institutionen der Regierung, 5 Ministerien und auch der Amtssitz des Präsidenten, die Muqataa, liegen auf dem Gebiet der Gemeinde. Dennoch bleibt der Stadtname zugunsten von Ramallah fast immer unerwähnt, obwohl Al-Bireh die größere Stadt ist.
In der Stadt befinden sich die Vertretungsbüros Österreichs und der Schweiz.

## Name
Der Name Al-Bireh kommt vom arabischen Wort bi'r / بئر / biʾr / ‚Brunnen‘ und entspricht damit „Brunn“ oder „Brünn“. Ein Wasserbrunnen ist auch im Stadtwappen zu sehen.

## Geschichte
Die Stadt entwickelte sich als muslimische Schwester zum einst christlichen Ramallah, bis es zu einem völligen Zusammenwachsen kam. Die Hauptgeschäftsstraßen sind die Verbindungsstraßen zwischen den zwei Städten. Es gibt zwar zwei Rathäuser, andere Institutionen sind dagegen nur einmal vorhanden, z. B. der Gemüsemarkt oder das islamische Gericht.
Am 6. Juni 1967 kam die Stadt im Sechstagekrieg unter israelische Besatzung. Die Militärverwaltung (DCO) für den Bezirk Ramallah wurde in der Muqataa untergebracht.
Mit Ende der Ersten Intifada erhielt die Siedlung Psagot eine eigene Zufahrt vom Osten, womit Siedler nicht mehr durch die Stadt fahren mussten.
In den 1990er Jahren erhielt die Stadt ein neues Rathaus und Postamt, auf dessen Fassade ein Vers von Mahmud Darwisch künstlerisch dargestellt ist.
Nach der palästinensischen Autonomie erlebte die Stadt einen gewaltigen Aufschwung. Es kamen viele vermögende palästinensische Auswanderer und Regierungsmitglieder in die Stadt und gründeten Firmen, Hotels und errichteten oft stattliche Villen. So wurde im Norden das erste palästinensische Einkaufszentrum im westlichen Sinn gebaut. Das Außen-, das Innen-, das Finanz- und das Religionsministerium wurden in Al-Bireh angesiedelt.
In den späten 1990er Jahren wurden die zahlreichen Sammeltaxistandplätze durch ein großes Parkhaus mit integriertem Busbahnhof neben dem Gemüsemarkt ersetzt. Der Einsatz der Polizei gegen Taxis, die außerhalb des Gebäudes auf Gäste warteten, beseitigte das Problem der chronisch verstopften Hauptstraße.
Am Beginn der Zweiten Intifada kam es häufig zu Feuergefechten zwischen israelischen Soldaten in der Siedlung Psagot und bewaffneten Palästinensern, die sich oft am islamischen Friedhof verschanzten. Später wurde die Muqataa mit Jassir Arafat mehrmals belagert. Die wirtschaftliche Lage veranlasste in der Folge viele Rückkehrer, das Land wieder zu verlassen.
2005 errichtete die Gemeinde einen neuen Friedhof, weil der alte bei der Altstadt überfüllt ist. Da dieser aber am Fuße des Hügels mit der Siedlung Psagot liegt, verboten die Israelis die Nutzung des Geländes für mehrere Jahre.
Am 26. Oktober 2008 wurde ein durch das FIFA-Goal-Programm finanzierte Kunstrasen-Fußballfeld von FIFA-Präsident Sepp Blatter eingeweiht. Dabei wurde auch der Grundstein für die Bauten des Stadions selbst gelegt. Die Errichtung der Tribünen wird von Deutschland und Frankreich finanziert, die Außenmauern und die Anzeigetafel von der Gemeinde Al-Bireh. Im Oktober 2009 verhängte jedoch die israelische Zivilverwaltung für die besetzten Gebiete überraschend einen Baustopp wegen fehlender Baugenehmigungen – drei Jahre nach Projektbeginn und zehn Monate nach Baubeginn der Tribünen. Der Platz liegt zwar ebenfalls in der Nähe der Siedlung Psagot, vermutet werden hinter dem Baustopp aber politische Gründe. Das Stadion wurde schließlich 2011 mit dem Palästina-Cup eröffnet.

## Partnerstadt
- Youngstown (Ohio) in den USA
- Fort Lauderdale (Florida) in den USA
- Gennevilliers in Frankreich